# 333 Export

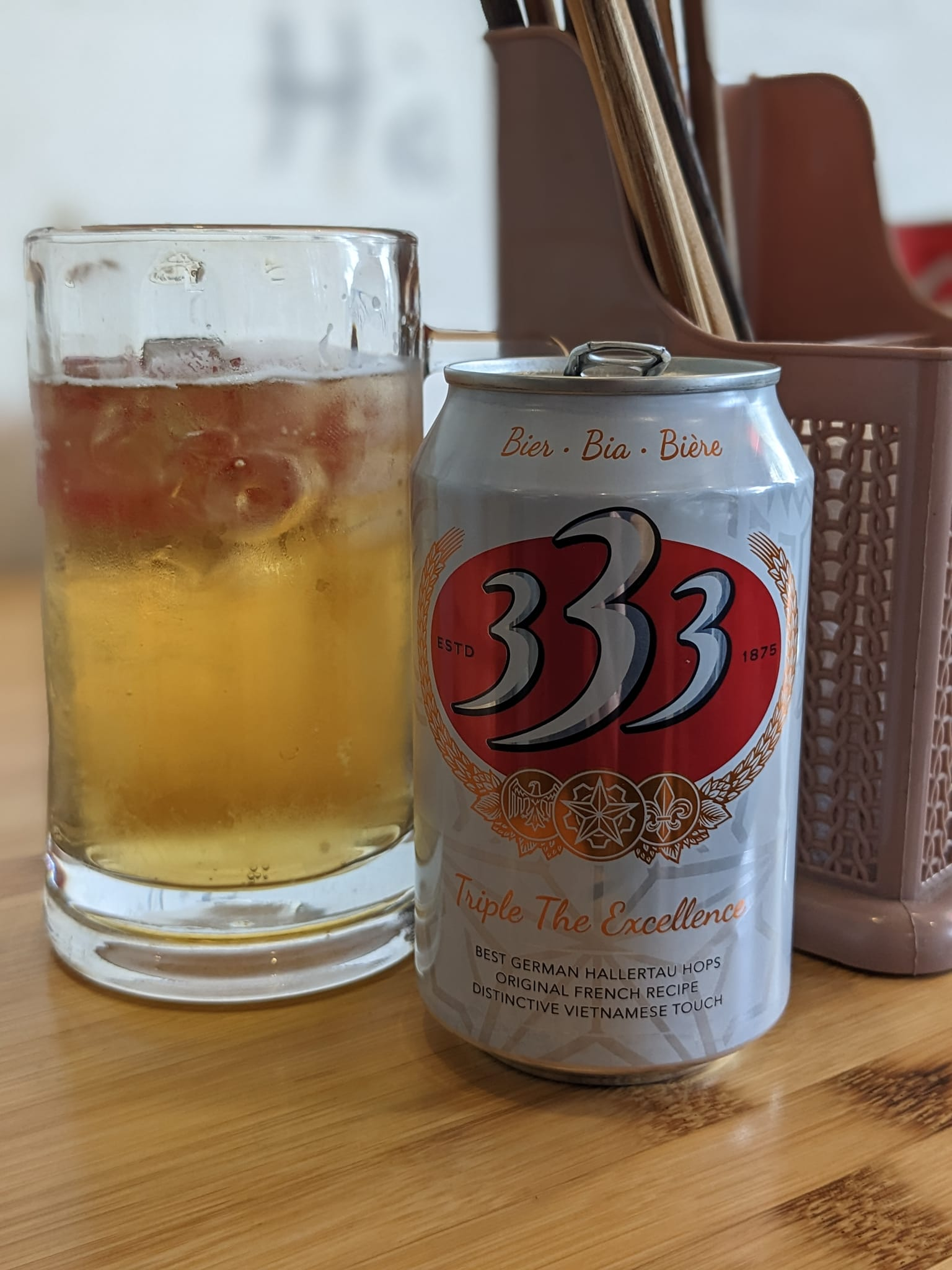
Dose 333 Export

333 Export (333 Premium Export Beer, 333 beer, vietnamesisch: bia chai cao cấp 333) ist eine Biermarke der vietnamesischen Brauerei Sabeco (Saigon Beer Alcohol Beverage Corporation, SABECO).

## Geschichte
Das Bier 333 Export hieß ursprünglich Bière 33 (bia muoi ba, 33 Bier), als Referenz auf die Füllmenge (33 cl) der Flaschen. Das Rezept stammt aus Frankreich. Nach der Machtübernahme Saigons durch Nordvietnam wurde der alte Name verändert, um den kapitalistischen Ursprung der Marke etwas zu verwischen. Die Marke Bière 33 wurde an Heineken verkauft und existiert in Frankreich weiter.

## Wirtschaftliche Bedeutung
333 Export ist eine der führenden Biermarken in Vietnam und die Marke mit der längsten und erfolgreichsten Tradition von Sabeco. Das Bier wird in viele andere Länder exportiert, u. a. nach den USA (seit 1994), Kanada, Hongkong, Japan, Thailand, Australien und in die Niederlande.

## Charakteristik
333 Export ist ein Reisbier bestehend aus Wasser, Gerstenmalz, Hopfen und Reis. Es wird verkauft als Lager hell und hat einen Alkoholgehalt von 5,3 %.

## Trivia
333 Export war als Bière 33 eine populäre Biermarke unter den US-amerikanischen Soldaten während des Vietnam-Krieges.